# Referendum in Nordostengland 2004

Die Region North East England

Am 4. November 2004 wurde ein Referendum in Nordostengland abgehalten.  Die Abstimmenden in der Region North East England hatten über die Frage zu entscheiden, ob eine gewählte Regionalversammlung für Nordostengland eingerichtet werden sollte. Vorbild waren dabei die Regionalparlamente von Schottland, Wales und Nordirland, sowie die Stadtverordnetenversammlung von Greater London, die nach entsprechenden Referenden 1997 und 1998 eingerichtet worden waren. Eine große Mehrheit von 77,93 % der Abstimmenden lehnte die Einrichtung eines solchen Regionalparlaments ab. Die Wahlbeteiligung lag bei 47,71 %.

## Hintergrund

### Wirtschaftlicher Niedergang des englischen Nordostens
Seit Ende des Zweiten Weltkrieges hatte der Norden Englands eine lange Phase des wirtschaftlichen Abstiegs erlebt. Die traditionellen Industrien Schiffbau, Textilindustrie, Schwerindustrie und Kohlebergbau erwiesen sich als auf die Dauer auf dem Weltmarkt nicht konkurrenzfähig gegenüber den entsprechenden Industrien anderer Länder und mussten nach und nach ihren Betrieb einstellen. Verstärkt wurde dieser industrielle Wandel durch die seit 1979 im Amt befindliche konservative Regierung unter Premierministerin Margaret Thatcher, die eine strikt marktwirtschaftliche Politik betrieb und die staatliche Unterstützung der defizitären Industrien weitgehend einstellte. Ein wesentliches Ziel der Thatcher-Regierung war dabei die Schwächung der Gewerkschaften, die ganz wesentlich die Basis der Labour Party darstellten. In den Regionen an der Peripherie des Vereinigten Königreichs, die traditionell auch Hochburgen der Labour Party waren (Wales, Nordengland, Schottland) machte sich zunehmend das Gefühl breit, dass die Regierung in London überwiegend nur die Interessen der prosperierenden City of London vertrat, und die übrigen Regionen bereits abgeschrieben hatte. Die wirtschaftlichen und sozialen Umwälzungen führten zu schweren Konflikten, wie Massenstreiks und gewalttätigen Demonstrationen.

### Einrichtung von Regionen unter der Regierung John Major
Nach dem Ende der Regierung Thatcher versuchte die konservative Nachfolgerregierung unter John Major eine Kurskorrektur und teilte im Jahr 1994 England in  zehn Regionen ein (1998 wurden daraus neun, als die Region Merseyside an die Region North West England angeschlossen wurde). Eine der Regionen war North East England. Den Regionen waren Regierungsbehörden zugeordnet, die sich mit speziellen regionalen Fragen befassen sollten, wie beispielsweise der industriellen Entwicklung, der Gestaltung des industriellen Wandels, des öffentlichen Gesundheitswesen oder der Bildung. Diese Regionen waren reine Verwaltungsstrukturen der Regierung in London, die damit besser auf die regionalen Bedürfnisse eingehen wollte. Gewählte regionale Versammlungen waren nicht vorgesehen.

### Politik der Devolution unter der Labour-Regierung Tony Blair
Bei der Unterhauswahl am 1. Mai 1997 konnte die oppositionelle Labour Party in einem Erdrutschsieg mehr als 60 % der Parlamentsmandate gewinnen und der Labour-Parteivorsitzende Tony Blair bildete anschließend eine Regierung. Ein erklärtes Ziel der neuen Regierung war die  Dezentralisierung, d. h. Devolution des Vereinigten Königreichs. Zu diesem Zweck wurden 1997 Referenden in Schottland und Wales, sowie 1998 in Nordirland abgehalten, die zur Einrichtung von eigenen Regionalparlamenten in diesen Landesteilen führten. Für die Region Groß-London wurde nach einem Referendum 1998 eine Stadtverordnetenversammlung (London Assembly) eingerichtet.
Die folgende Unterhauswahl 2001 wurde erneut von Labour mit großer Mehrheit gewonnen. Am 19. Juli 2001 brachten sechs Labour-Abgeordnete einen Antrag im Unterhaus ein, in der die Abhaltung eines Referendums in Nordostengland über die Einrichtung eines lokalen Parlaments gefordert wurde. Dem Antrag schlossen sich weitere 20 Abgeordnete an (19 Labour, 1 Liberal Democrat), darunter auch der spätere Labour-Vorsitzende Jeremy Corbyn. Im Mai 2002 legte die Regierung dem Parlament ein Eckpunktepapier mit dem Titel Your Region, Your Choice: Revitalising the English Regions („Deine Region, Deine Wahl: Revitalisierung der englischen Regionen“) vor. In dem Papier, für das der stellvertretende Premierminister John Prescott und Stephen Byers, Minister für Minister für Verkehr, Kommunalverwaltung und die Regionen, verantwortlich zeichneten, wurde die Absicht ausgedrückt, in den Regionen Englands, in denen in größerem Maße der Wunsch nach regionaler Selbstregierung bestand, ein Referendum abzuhalten, ob eine gewählte regionale Vertretung eingerichtet werden solle. Zu diesem Zweck ließ die Regierung die öffentliche Meinung in den verschiedenen Regionen sondieren und gab im Juni 2003 bekannt, dass Referenden in den drei Regionen North East England, North West England, und Yorkshire and the Humber abgehalten werden sollten. Im Juli 2004 modifizierte die Regierung ihren Standpunkt und erklärte, dass ein Referendum zunächst nur in der Region North East England stattfinden solle.
Der einzurichtenden gewählten Versammlung wurden nach dem projektierten Entwurf allerdings deutlich geringere Kompetenzen eingeräumt, als sie die Regionalparlamente für Schottland und Wales erhalten hatten. Die projektierte North East England Assembly sollte das Recht erhalten, den Vorsitzenden und die Mitglieder von One North East, der regionalen Wirtschaftsentwicklungsbehörde, zu bestimmen und ein begrenztes Mitspracherecht bei regionalen Wirtschaftsentwicklungsprojekten, wie Transportwesen, Förderung kleiner Unternehmen etc., haben.

## Meinungsumfragen
Meinungsumfragen vor der Abstimmung zeigten, dass das Interesse der Wählerschaft am Ausgang des Referendums deutlich geringer war als bei den vorangegangenen Referenden in Schottland und Wales. Zwei Umfragen von Ipsos MORI im Juli/August und September/Oktober 2004 zeigten 31 %/38 % Zustimmung und 24 %/33 % Ablehnung des geplanten Regionalparlaments bei 45 %/28 % unentschiedenen Wählern.

## Kampagne vor dem Referendum
Die offizielle Kampagne vor dem Referendum begann am 24. Juli 2004 und es gab 18 offizielle registrierte Gruppen, von denen 14 der Wahlkommission ihre Ausgaben mitteilten. Mit Abstand die meisten Mittel wurden mit 361.091 £ durch Yes4theNorthEast ausgegeben, während North East Says No Ltd 145.008 £ aufwendete. An dritter Stelle folgte die Labour Party mit 124.126 £. Diese drei Organisationen gaben 85 % aller für die Kampagne aufgewendeten Mittel aus. Organisationen, die für ein „Ja“ beim Referendum warben, wandten 525,601 £ auf und Organisationen für ein „Nein“ 200.889 £. Die Berichterstattung der lokalen und nationalen Presse über das Referendum war ausgiebig, aber nach einer späteren Analyse der Loughborough University überwiegend von Skepsis geprägt. Von den großen Parteien unterstützten Labour und die Liberal Democrats das „Ja“-Votum (wobei auch einzelne prominente Labour-Abgeordnete davon abwichen), während sich Konservative, die United Kingdom Independence Party und die rechtsextreme British National Party für ein „Nein“-Votum aussprachen.
Die „Ja“-Kampagne tendierte dazu, die Kompetenzen der künftigen gewählten Versammlung zu überschätzen und zeichnete ein übertrieben optimistisches Bild der künftigen regionalen Wirtschaftsentwicklung. Die „Nein“-Kampagne konzentrierte sich auf die Vermittlung einer einfachen Botschaft: dass die Versammlung teuer sein und wenig Kompetenzen haben würde. Zum ikonischen Bild der „Nein“-Kampagne wurde ein Modell eines überdimensionierten weißen Elefanten, der medienwirksam durch die Region tourte. Zu den Aktivisten der Nein-Kampagne gehörte auch der spätere Regierungsberater Dominic Cummings.

## Fragen des Referendums
Bei dem Referendum konnte ausschließlich per Briefwahl angestimmt werden.

### Frage in der ganzen Region North East England
You can help to decide whether there should be an elected assembly in the North East region.
If an elected assembly is to be established, it is intended that:

the elected assembly would be responsible for a range of activities currently carried out mainly by central government bodies, including regional economic development; and

local government would be reorganised into a single-tier in those parts of the region that currently have both county and district councils.
Should there be an elected assembly for the North East region?

„Sie können mitentscheiden, ob es in der Region Nordosten eine gewählte Versammlung geben soll.
Wenn eine gewählte Versammlung eingerichtet werden soll, ist Folgendes vorgesehen:

die gewählte Versammlung wäre für eine Reihe von Aktivitäten verantwortlich, die derzeit hauptsächlich von zentralen Regierungsbehörden durchgeführt werden, einschließlich der regionalen Wirtschaftsentwicklung; und

die lokale Verwaltung würde in den Teilen der Region, die derzeit sowohl Grafschafts- als auch Bezirksräte haben, in eine einzige Ebene umorganisiert werden.
Sollte es eine gewählte Versammlung für die Region Nordosten geben?“

### Zusatzfrage in County Durham und Northumberland

Mögliche Neugliederungen von County Durham

Mögliche Neugliederungen von Northumberland

In County Durham und Northumberland bestanden zweistufige Verwaltungsstrukturen insofern, als hier sowohl county councils (Grafschaftsräte) als auch district councils (Bezirksräte) vorhanden waren. Um zu vermeiden, dass durch eine neu eingerichtete gewählte Versammlung noch eine dritte Verwaltungsebene hinzugefügt würde, wurden die Wähler in diesen Regionen befragt, auf welche Art und Weise die county councils und die district councils zusammengelegt werden sollten.

If an elected assembly is established for the North East region, it is intended that local government will be reorganised into a single tier in those parts of the region that currently have both county and district councils.
Your part of the region currently has both county and district councils. You can help to decide how local authorities in your part of the region will be reorganised into a single tier. There will be no such reorganisation if an elected assembly is not established.

Which of the following options for single-tier local government do you prefer?

County Durham

Option A One single-tier local authority (see map for Option A)

Option B Three single-tier local authorities (see map for Option B)

Northumberland

Option A One single-tier local authority (see map for Option A)

Option B Two single-tier local authorities (see map for Option B)

„Wenn eine gewählte Versammlung für die Nordost-Region eingerichtet wird, ist es beabsichtigt, dass die Kommunalverwaltung in den Teilen der Region, die derzeit sowohl Grafschafts- als auch Bezirksräte haben, in eine einzige Ebene umstrukturiert wird.
Ihr Teil der Region hat derzeit sowohl Grafschafts- als auch Bezirksräte. Sie können mitentscheiden, wie die lokalen Behörden in Ihrem Teil der Region in eine einzige Ebene umstrukturiert werden. Es wird keine solche Reorganisation geben, wenn keine gewählte Versammlung eingerichtet wird.

Welche der folgenden Optionen für eine einstufige Kommunalverwaltung bevorzugen Sie?

County Durham

Option A: Eine einstufige lokale Behörde (siehe Karte für Option A).
Option B Drei einstufige Gebietskörperschaften (siehe Karte für Option B)

Northumberland

Option A Eine einstufige Gebietskörperschaft (siehe Karte für Option A)

Option B Zwei einstufige Gebietskörperschaften (siehe Karte für Option B)“

## Ergebnisse

### Referendum über eine gewählte Versammlung

Anteil „Nein“-Stimmen nach Verwaltungseinheiten

| Region                       | Wahlberechtigte | Wahlbeteiligung | „Ja“-Stimmen | „Nein“-Stimmen |
| ---------------------------- | --------------- | --------------- | ------------ | -------------- |
| North East England           | 1.899.742       | 47,1 %          | 22,1 %       | 77,9 %         |
| Quelle: Electoral Commission |                 |                 |              |                |

| Region               | „Ja“-Stimmen | „Nein“-Stimmen |
| -------------------- | ------------ | -------------- |
| County Durham        | 27,2 %       | 72,8 %         |
| Chester-le-Street    | 26,0 %       | 74,0 %         |
| Derwentside          | 29,8 %       | 70,2 %         |
| Durham               | 28,9 %       | 71,1 %         |
| Easington            | 27,3 %       | 72,7 %         |
| Sedgefield           | 27,7 %       | 72,3 %         |
| Teesdale             | 18,4 %       | 81,6 %         |
| Wear Valley          | 25,8 %       | 74,2 %         |
| Northumberland       | 23,0 %       | 77,0 %         |
| Alnwick              | 19,2 %       | 80,8 %         |
| Berwick-upon-Tweed   | 20,7 %       | 79,3 %         |
| Blyth Valley         | 26,2 %       | 73,8 %         |
| Castle Morpeth       | 22,0 %       | 78,0 %         |
| Tynedale             | 19,7 %       | 80,3 %         |
| Wansbeck             | 27,7 %       | 72,3 %         |
| Tyne & Wear          | 22,4 %       | 77,6 %         |
| Gateshead            | 24,5 %       | 75,5 %         |
| Newcastle-upon-Tyne  | 24,5 %       | 75,5 %         |
| North Tyneside       | 21,6 %       | 78,4 %         |
| South Tyneside       | 21,6 %       | 78,4 %         |
| Sunderland           | 20,0 %       | 80,0 %         |
| Tees Valley          | 16,7 %       | 83,3 %         |
| Darlington           | 12,9 %       | 87,1 %         |
| Hartlepool           | 16,8 %       | 83,2 %         |
| Middlesbrough        | 19,2 %       | 80,8 %         |
| Redcar and Cleveland | 16,4 %       | 83,6 %         |
| Stockton-on-Tees     | 17,5 %       | 82,5 %         |
| North East England   | 22,1 %       | 77,9 %         |

### Referenden in County Durham und Northumberland
In County Durham und Northumberland entschieden sich die Abstimmenden für jeweils eine der beiden angebotenen Optionen, jedoch war das Ergebnis nicht bindend, da es an ein „Ja“-Votum im Referendum über eine gewählte Versammlung gekoppelt gewesen war.
| County                       | Wahlberechtigte | Wahlbeteiligung | Option A | Option B |
| ---------------------------- | --------------- | --------------- | -------- | -------- |
| County Durham                | 388.233         | 45,4 %          | 50,6 %   | 49,4 %   |
| Northumberland               | 243.009         | 48,4 %          | 43,8 %   | 56,2 %   |
| Gesamt                       | 631.242         | 46,6 %          | –        | –        |
| Quelle: Electoral Commission |                 |                 |          |          |

| Region             | Option A | Option B |
| ------------------ | -------- | -------- |
| County Durham      | 50,6 %   | 49,4 %   |
| Durham             | 67,1 %   | 32,9 %   |
| Sedgefield         | 56,2 %   | 43,8 %   |
| Chester-le-Street  | 51,8 %   | 48,2 %   |
| Wear Valley        | 48,9 %   | 51,1 %   |
| Derwentside        | 43,8 %   | 56,2 %   |
| Teesdale           | 41,2 %   | 58,8 %   |
| Easington          | 37,1 %   | 62,9 %   |
| Northumberland     | 43,8 %   | 56,2 %   |
| Castle Morpeth     | 53,6 %   | 46,4 %   |
| Wansbeck           | 49,5 %   | 50,5 %   |
| Blyth Valley       | 42,9 %   | 57,1 %   |
| Tynedale           | 40,6 %   | 59,4 %   |
| Berwick-upon-Tweed | 38,0 %   | 62,0 %   |
| Alnwick            | 32,8 %   | 67,2 %   |

## Analyse des Ergebnisses und die Folgen
Die Ablehnung einer gewählten Versammlung fiel unerwartet stark aus. In allen Verwaltungseinheiten ergab sich eine deutliche Mehrheit gegen das Projekt.
Die Wahlbeteiligung betrug im Mittel 47,1 % und war mit 57,3 % am höchsten in Alnwick und mit 41,2 % am niedrigsten in Middlesbrough. Die Beteiligung war damit höher als bei der Wahl zum Europaparlament im Juni 2004, die parallel zu den Kommunalwahlen ebenfalls als reine Briefwahl stattgefunden hatte und bei der die Beteiligung bei 41 % gelegen hatte.
Analysen nach der Wahl zeigten, dass sich die Ablehnung einer Regionalvertretung für Nordostengland quer durch alle Bevölkerungsschichten zog. Allerdings war die Ablehnung bei älteren Wählern deutlich stärker als bei jüngeren und größer bei sozial Bessergestellten und Hausbesitzern, als bei den sozial Benachteiligten. Viele Befragte bezeichneten Nordostengland gegenüber anderen Teilen Großbritanniens als benachteiligt, aber nur wenige glaubten, dass eine gewählte Versammlung eine positive Wendung bringen würde. Viele sahen die angedachte Versammlung als Geldverschwendung an.
Für die Labour-Partei war die Abstimmung eine deutliche politische Niederlage. Die Tatsache, dass es der Labour-Regierung nicht gelungen war, in dem Teil Englands, der am meisten politisch durch Labour dominiert war, ein Projekt, das durch den stellvertretenden Premierminister John Prescott vertreten wurde und die Unterstützung des Premierministers und des Schatzkanzlers genossen hatte, durchzusetzen, führte dazu, dass die Labour-Partei ihre Überlegungen und Projekte zur weiteren Devolution des Vereinigten Königreichs zunächst beendete. Das Thema der gewählten Regionalversammlungen verschwand von der politischen Tagesordnung und es fanden keine weiteren regionalen Referenden zur Devolution statt. Im Labour-Wahlprogramm vor der Unterhauswahl 2005 wurde zwar eine weitere Dezentralisierung grundsätzlich befürwortet, jedoch keine Aussage über mögliche gewählte Regionalversammlungen gemacht.